# Marina Satti
Marina Satti (en griego: Μαρίνα Σάττι; Atenas, Grecia, 26 de diciembre de 1986) es una cantante, compositora, productora musical y actriz griega. Su música combina sonidos tradicionales griegos, árabes y balcánicos con elementos, ritmo y producción urbanos. 
Representó a Grecia en el Festival de la Canción de Eurovisión 2024 con la canción ZARI (en griego: Ζάρι). ZARI, es la primera canción de la historia con letra griega que se ganó un lugar en la lista de las 50 canciones más populares de Spotify, YouTube y iTunes a nivel mundial. Entró en listas musicales en 29 países.
De hecho, es la primera mujer de Grecia en lograr que su nuevo álbum de estudio P.O.P. entre en el top 10 de los álbumes más populares a nivel mundial. Satti se convirtió en la primera mujer en ocupar el puesto número 1 de la lista diaria de mejores artistas de Grecia en Spotify, pero también en la primera mujer en ser simultáneamente el número 1, el 2 y el 3 de las tendencias diarias de Spotify y YouTube en Grecia.

## Primeros años y estudios
Nació en Atenas, de padre doctor sudanés y madre ingeniera química griega de Heraclión, Creta. Sus padres se conocieron en la Facultad de Medicina de Atenas, donde estudiaban.Se crio en Heraclión y cuando era niña solía ir a Sudán durante los veranos. Ella terminó la escuela como una estudiante destacada.Tiene un hermano que vive en Inglaterra y una media hermana del posterior matrimonio de su padre con otra mujer, por lo que él regresó a Sudán y luego se mudó a Egipto.
Comenzó su formación en piano clásico a 5 años y su formación vocal clásica en la Conservatorio de Apollo a Creta.Se matriculó en la Universidad Técnica Nacional de Atenas para estudiar arquitectura por tres años sin llegar a graduarse.
En 2008, después de estudiar con el barítono Panos Dimas, Satti obtuvo una licenciatura en monodia lírica con honores y un primer premio. Un año después, obtuvo una segunda licenciatura en estudios clásicos avanzados, ópera y piano mientras estudiaba jazz en el Conservatorio de Nakas.Asistió a dos escuelas de teatro con una beca: “Veaki” y “Kentriki Skini”.En 2012, completó tres años en composición de jazz y también en escritura y producción contemporánea en el Berklee College of Music a través de una beca. Entre sus profesores de Berklee se encontraban Jamie Haddad y Danilo Pérez.

## Carrera
Estuvo en la Orquesta Europea de Jazz de la UER. También actuó como cantante del World Jazz Nonet en el Centro John F. Kennedy de Washington. Junto con Bobby McFerrin, formó el grupo vocal a capela The Singing Tribe.
En 2016, Satti fundó Fonés (Voces), grupo femenino a capela que interpreta canciones polifónicas tradicionales. Han actuado en lugares como el Antiguo Teatro de Epidauro, el Odeón de Herodes Ático, la Sala de Conciertos de Atenas y el Centro Cultural de la Fundación Stavros Niarchos.
Del 2007 al 2023, ha cantado en 24 dibujos animados, incluidos todos los de Moana y Ariel en La Sirenita de Walt Disney para Grecia.Ella compone para cortometrajes y anuncios.Ella actuó en dos series de televisión.
En 2016, lanzó su sencillo Koúpes (Tazas), que alcanzó más de 28 millones de visitas en YouTube y se incluyó en el álbum Buddha Bar 20 Years Anniversary de Ravin & Bob Sinclar.
En 2017, su siguiente sencillo, Mantissa (Vidente), alcanzó 58 millones de visitas en YouTube y fue incluido en el Top 100 oficial de la Unión Europea y en el Top 40 de Bulgaria.Global Citizen la nombró "canción del verano". Joanna Kakissis, corresponsal de NPR con sede en Atenas, lo describió como "el éxito del verano que llena de esperanza a una generación".
En 2017, Satti llevó a cabo una serie de eventos culturales que llevaron a la formación del coro Chόres; un acrónimo de las palabras griegas para "hijas”y "coros"), formado por 200 mujeres de entre 13 y 63 años. En 2020, Chόres presentaron cantos tradicionales en sitios arqueológicos.
En junio de 2018, Satti y Fonés presentó YALLA! , repertorio de músicas del mundo y composiciones pop, así como interpretaciones de música tradicional del Mediterráneo oriental, que se presentó por primera vez en el Teatro Melina Merkouri y luego realizó una gira por el extranjero a Francia, Inglaterra, Suiza, así como a Tampere (Finlandia), para la Exposición Mundial de Música 2019.
En mayo de 2022, lanzó su álbum debut YENNA (Nacimiento) con gran recepción comercial y crítica. Al lanzamiento del álbum le siguió una gira europea que duró más de cuatro meses.

### EurovisiónyP.O.P./POP TOO(desde 2023)
El 24 de octubre de 2023, se anunció que representaría a Grecia en el 68.º Festival de la Canción de Eurovisión en Malmö (Suecia) con la canción ZARI. El vídeo musical de la canción elabora satíricamente los conceptos de "griego" y "extranjero", invitando a la audiencia a revisar los estereotipos y prejuicios sobre la identidad griega. En la final del Festival, el 11 de mayo de 2024, quedó en el puesto 11.
El 14 de mayo de 2024, se lanzó su primero EP titulado P.O.P., que incluye las canciones Tucutum, Zari, Stin Igia Mas, LaLaLaLa, Eimai Kala, Ah Thalassa y Mixtape.Tuvo un gran éxito en Grecia. En tan solo unos días, alcanzó el octavo puesto en la lista de los 10 mejores álbumes del mundo y el número 10 en la lista de los mejores álbumes del Reino Unido. A ello le siguió una exitosa gira de seis meses con entradas agotadas en Grecia y en el extranjero.
El 6 de diciembre de 2024, lanzó el sencillo Anatolí, el cual logró posicionarse en las listas griegas con buenas críticas por parte del público. Fue certificado doble platino.El 24 de enero de 2025, también lanzó la canción Epáno sto Trapézi. El videoclip de la canción intenta retratar el lado salvaje de la fama, que ella misma ha experimentado, utilizando un sonido bailable con influencias balcánicas.El 24 de marzo de 2025, lanzó junto a Saske la canción Éla Éla, que fue certificada oro.
El 25 de abril de 2025, lanzó su segundo álbum de estudio POP TOO, el cual constituye la continuación de P.O.P.. El álbum incluye las canciones: Anatolí (doble platino), Lóla, Epáno sto Trapézi, Éla Éla (con Saske – oro), Aftokínito, Blouzáki, Kavourákia (con Locomondo), Bye Bye (con Negros tou Moria), IGaga! y POP (con Tso).

## Teatro
Satti ha trabajado como actriz y compositora de partituras musicales en el Teatro Nacional de Grecia, la Ópera Nacional de Grecia, el Festival de Atenas y otros.A menudo la invitan a dar lecciones en escuelas y universidades.

## Discografía

### Álbumes
| Título  | Detalles                                                                                                 |
| ------- | --- |
| Yenna   | - Publicado: 27 de mayo de 2022 - Etiqueta: Walnut Entertainment - Formatos: Descarga digital, streaming |
| P.O.P.  | - Publicado: 14 de mayo de 2024 - Etiqueta: Minos EMI - Formatos: Descarga digital, streaming            |
| POP TOO | Publicado: 25 de abril de 2025 Etiqueta: Minos EMI Formatos: descarga digital, streaming                 |

### Sencillos

#### Como artista principal
| Sencillo                                                                       | Año  | Posiciones en listas | Álbum / EP    |
| Sencillo                                                                       | Año  | GRE                  | Álbum / EP    |
| ------------------------------------------------------------------------------ | ---- | -------------------- | ------------- |
| "Ygro fili"                                                                    | 2008 | —                    | Kyriakodromio |
| "Mia Fora"                                                                     | 2012 | —                    |               |
| "Ena kalokairi"                                                                | 2012 | —                    |               |
| "Argosvineis moni" (featuring Tareq)                                           | 2013 | —                    |               |
| "Under the Stars”                                                              | 2015 | —                    | To Paidi      |
| "Koúpes"                                                                       | 2016 | —                    |               |
| "Nifada"                                                                       | 2017 | —                    |               |
| "Mantissa"                                                                     | 2017 | —                    |               |
| "Pali"                                                                         | 2021 | 18                   | Yenna         |
| "Ponos krifos"                                                                 | 2021 | —                    | Yenna         |
| "Yiati pouli m' (Den kelaidis)"                                                | 2022 | —                    | Yenna         |
| "Zeimbekiko II" (con Dionysis Savvopoulos, Mikros Kleftis, and Sotiria Bellou) | 2023 | —                    |               |
| "Tucutum"                                                                      | 2023 | 6                    |               |
| "Zari"                                                                         | 2024 | 1                    |               |
| "—" denota que no entró en listas o que no fue lanzado en ese territorio.      |      |                      |               |

#### Colaboraciones
| Sencillo                                                                                                | Año  | Álbum / EP                         |
| --- | ---- | ---------------------------------- |
| "To mikro magazi tou tromou" (Antigoni Psychrami featuring Artemis Zannou y Marina Satti)               | 2007 | To magazaki tou tromou             |
| "Ola allazoun magika" (Antigoni Psychrami featuring Artemis Zannou, Marina Satti y Hristos Valavanidis) | 2007 | To magazaki tou tromou             |
| "Galazia rapsodia" (Philippos Peristeris featuring Marina Satti)                                        | 2008 | Epyllia                            |
| "Ordinary People" (Jorge Pérez featuring Martin Nessi, Daniel García, y Marina Satti)                   | 2011 | From the Boiler Room               |
| "Your Star" (Tareq featuring Marina Satti)                                                              | 2013 | Fish                               |
| "Thelo na se xeperaso" (Phoebus Delivorias featuring Marina Satti y Fones)                              | 2018 | I taratsa tou fivou                |
| "Edo (Tropical Remix)" (Monsieur Minimal featuring Marina Satti)                                        | 2018 |                                    |
| "Chichovite konye (Remix)" (Boombastiko featuring Marina Satti)                                         | 2021 |                                    |
| "Neraida methismeni (Hromata)" (Eleonora Zouganeli featuring Marina Satti)                              | 2021 | Parto allios                       |
| "To aroma" (Onirama featuring Marina Satti)                                                             | 2021 | Anthologio gia mikrous ke megalous |